# Mohamed Abbas Darwish
Mohamed Abdullah Abbas Darwish (arabisch محمد عبد الله عباس درويش, DMG Muḥammad ʿAbd Allāh ʿAbbās Darwīš; * 28. März 1986 in Dubai) ist ein  Leichtathlet aus den Vereinigten Arabischen Emiraten, der sich auf den Dreisprung spezialisiert hat.

## Sportliche Laufbahn
Erste internationale Erfahrungen sammelte Mohamed Abbas Darwish im Jahr 2003, als er bei den Jugendweltmeisterschaften im kanadischen Sherbrooke mit einer Weite von 15,55 m die Bronzemedaille im Dreisprung gewann. Im Jahr darauf gewann er bei den Arabischen Juniorenmeisterschaften in Damaskus mit 6453 Punkten die Silbermedaille im Zehnkampf und belegte anschließend bei den Panarabischen Spielen in Algier mit neuem Landesrekord von 6596 Punkten den sechsten Platz. 2005 wurde er bei den Islamic Solidarity Games in Mekka mit 15,02 m Neunter im Dreisprung und anschließend siegte er bei den Westasienspielen in Doha mit übersprungenen 2,16 m im Hochsprung und stellte damit einen neuen Landesrekord auf. 2006 nahm er erstmals an den Asienspielen ebendort teil und klassierte sich dort mit 15,96 m auf dem achten Platz im Dreisprung.
2009 schied er bei den Arabischen Meisterschaften in Damaskus im 110-Meter-Hürdenlauf mit 14,74 s in der Vorrunde aus und gewann im Dreisprung mit 16,15 m die Silbermedaille hinter dem Bahrainer Mohamed Youssef al-Sahabi. Anschließend erreichte er bei den Hallenasienspielen in Hanoi mit 16,03 m Rang vier im Dreisprung und wurde bei den Asienmeisterschaften in Guangzhou mit 16,02 m Fünfter, während er im Hürdensprint mit 14,47 s im Vorlauf ausschied. Im Jahr darauf nahm er erneut an den Asienspielen ebendort teil und erreichte mit 15,60 m Rang zehn im Dreisprung. 2011 belegte er bei den Asienmeisterschaften in Kōbe mit 15,72 m den achten Platz und gewann daraufhin bei den Arabischen Meisterschaften in al-Ain mit 15,78 m die Bronzemedaille hinter dem Algerier Issam Nima und Amr Salama Aly Shouman aus Ägypten, ehe er bei den Panarabischen Spielen in Doha mit 16,41 m die Silbermedaille hinter Nima gewann. Im Jahr darauf qualifizierte er sich für die Teilnahme an den Olympischen Spielen in London, bei denen er aber mit 16,06 m den Finaleinzug verpasste.
2013 belegte er bei den Arabischen Meisterschaften in Doha mit 15,65 m den fünften Platz und 2018 erreichte er bei den Asienspielen in Jakarta mit 15,46 m Rang 13. 2019 wurde er bei den Arabischen Meisterschaften in Kairo mit einer Weite von 15,35 m erneut Fünfter.
In den Jahren 2004 und 2005 wurde Darwish emiratischer Meister im Hochsprung sowie 2005 und 2006 im Dreisprung.

## Persönliche Bestzeiten
- 110 m Hürden: 14,47 s (−0,2 m/s), 11. November 2009 in Guangzhou
- Hochsprung: 2,16 m, 8. Dezember 2005 in Doha (Landesrekord)
- Dreisprung: 16,80 m, 20. September 2010 in Aleppo (Landesrekord)
  - Dreisprung (Halle): 16,03 m, 2. November 2009 in Hanoi
- Zehnkampf: 6596 Punkte, 5. Oktober 2004 in Algier (Landesrekord)